# Westhofener Kreuz

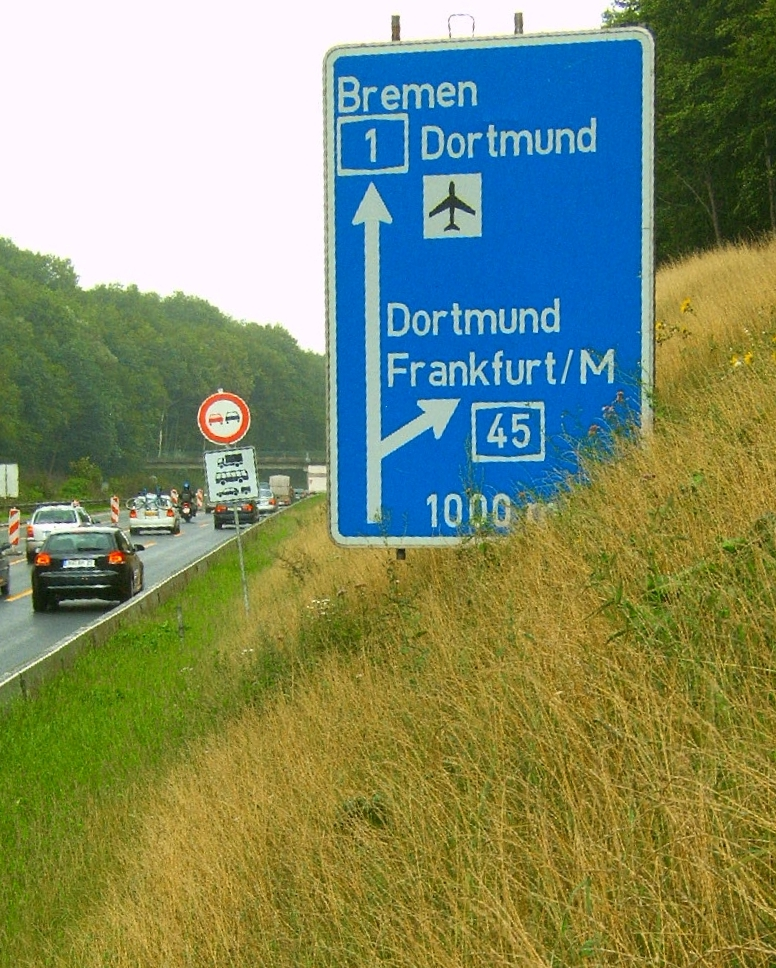
Skylt 1 km ifrån korsningen

Westhofener Kreuz (egentligen Autobahnkreuz Westhofen) är motorvägskorsning i Nordrhein-Westfalen, Tyskland. I korsningen möts motorvägarna A1 och A45. Korsningen är en av de mest trafikerade i hela Tyskland vilket gör att det ofta uppstår köbildning (Stau).